# Parancistrocerus histrio
Parancistrocerus histrio är en stekelart som först beskrevs av Amédée Louis Michel Lepeletier 1841.  Parancistrocerus histrio ingår i släktet Parancistrocerus och familjen Eumenidae. Inga underarter finns listade i Catalogue of Life.